# Megaloptidia saulensis
Megaloptidia saulensis is een vliesvleugelig insect uit de familie Halictidae. De wetenschappelijke naam van de soort is voor het eerst geldig gepubliceerd in 1998 door Michael S. Engel en Robert W. Brooks.